# Hypocacia
Hypocacia – rodzaj chrząszczy z rodziny kózkowatych i podrodziny zgrzypikowych.

## Zasięg występowania
Przedstawiciele tego rodzaju występują w Indiach oraz na Tajwanie.

## Systematyka
Do Hypocacia należą 2 gatunki:
- Hypocacia biplagiata
- Hypocacia shimomurai